# Joseph Ritchie
Pour les articles homonymes, voir Ritchie.
Joseph Ritchie (Otley (Yorkshire de l'Ouest), v. 1788-Mourzouk, 20 novembre 1819) est un médecin, naturaliste et explorateur britannique.

## Biographie
Il part de Tripoli en 1818 pour trouver les sources du Niger et gagne le Fezzan où, avec George Francis Lyon, il rencontre un compagnon de Friedrich Konrad Hornemann qui prétend que celui-ci est parvenu au Bornou. 
Malade, il meurt sans parvenir à localiser les sources du Niger. 